# Super Bowl XXXIV
Il Super Bowl XXXIV è stata la 34ª edizione annuale del Super Bowl nel football americano.
La partita, che segue la stagione regolare NFL 1999, è stata giocata il 30 gennaio 2000 al Georgia Dome di Atlanta, Georgia, tra Saint Louis Rams e Tennessee Titans ed ha visto la vittoria dei Rams che si sono aggiudicati il loro primo Super Bowl.
I Rams arrivarono a disputare il loro secondo Super Bowl nella storia della squadra col miglior record della NFC con 13-3. Fu la prima apparizione della franchigia ai playoff negli ultimi dieci anni. Anche i Titans terminarono la stagione regolare con un record di 13–3 ma giunsero al primo Super Bowl nella storia della squadra come wild card, dal momento che erano arrivati secondi nella AFC Central dietro i Jacksonville Jaguars.

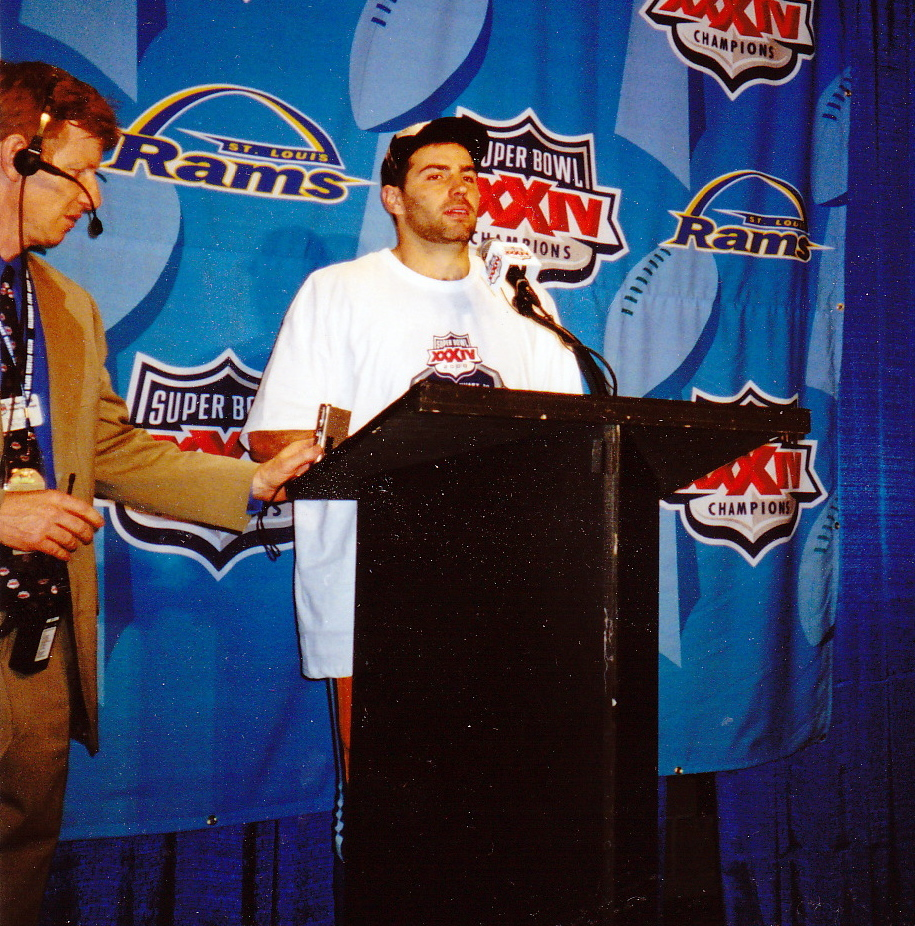
Warner nella conferenza stampa dopo la vittoria del Super Bowl.

## Marcature
- STL – FG: Jeff Wilkins 27 yard 3–0 STL
- STL – FG: Jeff Wilkins 29 yard 6–0 STL
- STL – FG: Jeff Wilkins 28 yard 9–0 STL
- STL – TD: Torry Holt su passaggio da 9 yard di Kurt Warner (extra point trasformato da Jeff Wilkins) 16–0 STL
- TEN – TD: Eddie George su corsa da 1 yard (tentativo di conversione da 2 punti fallito) 16–6 STL
- TEN – TD: Eddie George su corsa da 2 yard (extra point trasformato da Al Del Greco) 16–13 STL
- TEN – FG: Al Del Greco 43 yard 16–16 pari
- STL – TD: Isaac Bruce su passaggio da 73 yard di Kurt Warner (extra point trasformato da Jeff Wilkins) 23–16 STL

## Statistiche

### Leader individuali
St. Louis Rams
| Rams: passaggi  | Rams: passaggi | Rams: passaggi | Rams: passaggi | Rams: passaggi |
|                 | C/ATT*         | Yds            | TD             | INT            |
| --------------- | -------------- | -------------- | -------------- | -------------- |
| Kurt Warner     | 24/45          | 414            | 2              | 0              |
| Rams: corse     |                |                |                |                |
|                 | Cara           | Yds            | TD             | LGb            |
| Marshall Faulk  | 10             | 17             | 0              | 4              |
| Rams: ricezioni |                |                |                |                |
|                 | Recc           | Yds            | TD             | LGb            |
| Torry Holt      | 7              | 109            | 1              | 32             |
| Isaac Bruce     | 6              | 162            | 1              | 73             |
| Marshall Faulk  | 5              | 90             | 0              | 52             |

Tennessee Titans
| Titans: passaggi  | Titans: passaggi | Titans: passaggi | Titans: passaggi | Titans: passaggi |
|                   | C/ATT*           | Yds              | TD               | INT              |
| ----------------- | ---------------- | ---------------- | ---------------- | ---------------- |
| Steve McNair      | 22/36            | 214              | 0                | 0                |
| Titans: corse     |                  |                  |                  |                  |
|                   | Cara             | Yds              | TD               | LGb              |
| Eddie George      | 28               | 95               | 2                | 13               |
| Titans: ricezioni |                  |                  |                  |                  |
|                   | Recc             | Yds              | TD               | LGb              |
| Jackie Harris     | 7                | 64               | 0                | 21               |
| Frank Wycheck     | 5                | 35               | 0                | 13               |
| Kevin Dyson       | 4                | 41               | 0                | 16               |

*Passaggi completati/tentati
aPortate
bGiocata più lunga
cRicezioni

## Formazioni titolari
| St. Louis         | Ruolo | Ruolo | Tennessee       |
| ----------------- | ----- | ----- | --------------- |
| ATTACCO           |       |       |                 |
| Torry Holt        | WR    | WR    | Kevin Dyson     |
| Orlando Pace      | LT    | LT    | Brad Hopkins    |
| Tom Nütten        | LG    | LG    | Bruce Matthews  |
| Mike Gruttadauria | C     | C     | Kevin Long      |
| Adam Timmerman    | RG    | RG    | Benji Olson     |
| Fred Miller       | RT    | RT    | Jon Runyan      |
| Roland Williams   | TE    | TE    | Frank Wycheck   |
| Isaac Bruce       | WR    | WR    | Isaac Byrd      |
| Kurt Warner       | QB    | QB    | Steve McNair    |
| Marshall Faulk    | RB    | RB    | Eddie George    |
| Robert Holcombe   | FB    | TE    | Jackie Harris   |
| DIFESA            |       |       |                 |
| Kevin Carter      | LE    | LE    | Jevon Kearse    |
| Ray Agnew         | LDT   | LDT   | Josh Evans      |
| D'Marco Farr      | RDT   | RDT   | Jason Fisk      |
| Grant Wistrom     | RE    | RE    | Kenny Holmes    |
| Mike Jones        | LOLB  | LOLB  | Eddie Robinson  |
| London Fletcher   | MLB   | MLB   | Barron Wortham  |
| Todd Collins      | ROLB  | ROLB  | Joe Bowden      |
| Todd Lyght        | LCB   | LCB   | Denard Walker   |
| Dexter McCleon    | RCB   | RCB   | Samari Rolle    |
| Billy Jenkins     | SS    | SS    | Blaine Bishop   |
| Keith Lyle        | FS    | FS    | Anthony Dorsett |